# Kanton Le Russey
Kanton Le Russey (francouzsky Canton du Russey) je francouzský kanton v departementu Doubs v regionu Franche-Comté. Tvoří ho 22 obcí.

## Obce kantonu
- Le Barboux
- Le Bélieu
- Le Bizot
- Bonnétage
- La Bosse
- Bretonvillers
- Chamesey
- La Chenalotte
- Les Fontenelles
- Grand'Combe-des-Bois
- Laval-le-Prieuré
- Longevelle-lès-Russey
- Le Luhier
- Le Mémont
- Montbéliardot
- Mont-de-Laval
- Narbief
- Noël-Cerneux
- Plaimbois-du-Miroir
- Rosureux
- Le Russey
- Saint-Julien-lès-Russey